# 니이무라 야스히코
니이무라 야스히코(일본어: 新村 泰彦, 1970년 5월 11일 ~ )는 일본의 전 축구 선수이다.

## 구단 경력
1993년 일본 사커 리그의 제프 유나이티드 이치하라에 입단했다. 1996년까지 80경기에 출전하여, 4득점을 넣었다. 1997년 재팬 풋볼 리그의 콘사돌레 삿포로로 이적했다. 1997년에 재팬 풋볼 리그 우승을 차지했다. 1998년부터 2003년까지 잣코 SC에서 뛰었다. 2003년후 현역 은퇴.